# 福生寺 (北京)
福生寺，位于北京市丰台区长辛店镇张郭庄村349号，是一座汉传佛教寺院。

## 历史
福生寺建于明朝，如今的主要建筑仍然保持了明朝特点。相传，明朝及清朝皇帝赴潭柘寺、戒台寺进香时，福生寺为皇帝途中休息用的行宫。还有民间传说称，清朝雍正帝当皇子时，赴潭柘寺进香时途经福生寺，福生寺住持劝其赶紧回宫，雍正帝回宫之后见康熙帝病危，便趁机取得帝位。后来雍正帝再到福生寺，福生寺住持拒绝赏赐，仅求翻建福生寺，雍正帝乃下旨重修福生寺。当然这些都仅仅是传说，并非史实。
中华人民共和国成立前，寺内尚有7位和尚，300亩地。福生寺以东有一座观音庵，庵内供奉观音菩萨、大肚弥勒佛。据当地老人称，过去每月初一、十五，福生寺的香火很旺盛。观音庵每年农历二月十九日都会举办观音菩萨的生日盛会，村民均要出份子钱。
后来，福生寺年久失修，损毁严重。2007年，丰台区文化委员会对该寺进行了调研，2008年初，组织落实了该寺修缮的前期准备工作，并向北京市文物局争取到修缮经费70万元。此次修缮由北京市文物建筑保护设计所进行现场勘察并制订修缮方案，北京市文物古建工程公司施工。修缮工程的主要内容是福生寺二进院后殿的修缮。2008年5月底，修缮工程正式启动，计划同年7月底完成修缮。
1999年，丰台区人民政府将福生寺公布为丰台区文物保护单位。2011年，福生寺被公布为北京市文物保护单位。

## 建筑
福生寺坐北朝南，建筑面积880多平方米。现存山门、二进院后殿、东西配殿，三进院后殿，是丰台区保存较为完整的明朝古建筑。
原来福生寺山门前正中有一座钟楼，寺内原有许多松树、柏树、榕树、白果树等，大殿内供奉释迦牟尼佛，高及屋顶，后殿供奉千手千眼佛，两边为四大天王。